# Contaduría General de la Nación (Colombia)
La Contaduría General de la Nación (CGN) es una entidad del orden nacional de la República de Colombia creada por la Ley 298 de 1996 como una unidad administrativa adscrita al Ministerio de Hacienda y Crédito Público, la cual está a cargo del Contador General de la Nación quien goza de «autonomía presupuestal, técnica, administrativa y regímenes especiales en materia de administración de personal, nomenclatura, clasificación salarios y prestaciones».

## Historia
La historia de la contabilidad pública en Colombia se remonta a los inicios de la época republicana, sin desconocer instituciones creadas en el periodo virreinal que fueron heredadas por la época de la república. Sin embargo, formalmente, la historia de la contabilidad pública en Colombia se relata a partir de las instituciones que se crearon a partir de 1923 derivadas de las recomendaciones de la Misión Kemmerer; una de ellas, la Contraloría General de la República con la competencia de ejercer el control fiscal y, al mismo tiempo, la función de llevar las cuentas generales de la Nación.

## Funciones
La CGN determina, entre otras, las políticas, principios y normas sobre contabilidad que deben regir para todo el sector público; establece las normas técnicas generales y específicas, sustantivas y procedimentales, que permitan unificar, centralizar y consolidar la contabilidad pública; expide las normas de reconocimiento, registro y revelación de la información de los organismos del sector central nacional; conceptúa sobre el sistema de clasificación de ingresos y gastos del Presupuesto General de la Nación, para garantizar su correspondencia con el Plan General de la Contabilidad Pública; señala y define los estados financieros e informes que deben elaborar y presentar las entidades y organismos del sector público, en su conjunto, con sus anexos y notas explicativas, estableciendo la periodicidad, estructura y características que deben cumplir; establece los libros de contabilidad que deben llevar las entidades y organismos del sector público, los documentos que deben soportar legal, técnica, financiera y contablemente las operaciones realizadas, y los requisitos que éstos deben cumplir; y, expide las normas para la contabilización de las obligaciones contingentes de terceros que sean asumidas por la Nación.
Adicionalmente, llevar la Contabilidad General de la Nación; elaborar el Balance General y es la autoridad doctrinaria en materia de interpretación de las normas contables.

## Contadores Generales de la Nación
| Contador                       | Período     |
| ------------------------------ | ----------- |
| Edgar Fernando Nieto Sánchez   | 1992 - 2001 |
| Francisco Salazar Martín       | 2001 - 2002 |
| Jairo Alberto Cano Pabón       | 2003 - 2009 |
| Rosa Margarita Roldán Bolívar  | 2009 - 2011 |
| Pedro Luis Bohorquez Ramírez   | 2011 - 2021 |
| Marleny María Monsalve Vásquez | 2021 - 2022 |
| Mauricio Gómez Villegas        | 2022 -      |